# Jason Acuña
Jason Shannon Acuña, meglio conosciuto come "Wee-Man" (Pisa, 16 maggio 1973), è un conduttore televisivo e attore statunitense di origine messicana.

## Biografia
Acuña è affetto da acondroplasia, una forma di nanismo, ed è alto 1,37 m. Acuña è cresciuto a Torrance, California dove ha frequentato la North High School. È uno degli stuntman del programma televisivo Jackass di MTV e il conduttore del programma televisivo 54321 dedicato allo skateboard. 
Ha lavorato per la rivista Big Brother, dedicata allo skateboard e questa collaborazione lo ha portato a partecipare allo show  televisivo Jackass nel 2001. La sua prima apparizione a Jackass è stata nel secondo episodio della prima stagione dove, vestito come una renna, faceva uno stunt insieme a Johnny Knoxville, vestito da Babbo Natale.
Nel 2007 ha partecipato al reality Armed and Famous e a Scarred Live. In seguito Acuña è apparso come concorrente a Celebrity Circus della NBC. Nella quarta settimana di gioco, è diventato il primo concorrente a ricevere un punteggio pieno (10 punti di media).